# Besa Kokёdhima
Besa Kokёdhima (ur. 29 maja 1986 w Fierze) – albańska piosenkarka. Reprezentantka Albanii w 68. Konkursie Piosenki Eurowizji (2024).

## Życiorys
Córka matematyka i przedsiębiorcy Koço Kokëdhimy i Brixhidy. W dzieciństwie przeprowadziła się wraz z rodziną do Fieru. W Tiranie ukończyła szkołę muzyczną w klasie fortepianu, a następnie szkołę średnią w Wielkiej Brytanii. Tam też wystąpiła jako pianistka w konkursie UK International Talent Contest. Z Wielkiej Brytanii powróciła do Albanii, gdzie podjęła studia z zakresu finansów.

## Kariera
W 2002 zadebiutowała przed szeroką publicznością na Festiwalu Muzyki Albańskiej „Złoty Mikrofon”, gdzie wykonała poza konkursem jedną ze swoich piosenek. Występ zwrócił na nią uwagę albańskich mediów, a jej piosenka „Zonja dhe zoterinj” w 2003 była jedną z najpopularniejszych w lokalnych rozgłośniach radiowych. W tym samym roku pojawił się jej nowy singiel „Enjëjt vrasin njëlloj”, z którym piosenkarka wygrała Top Fest.
W 2006 ukazał się jej debiutancki album studyjny zatytułowany Besa, który promowany był przez single „Zonja dhe zoterinj” i „Mengjesi im je ti”. W 2007 wystartowała na odbywającym się w Tiranie festiwalu Kënga Magjike z piosenką „Pa yllin tënd”, za który została wyróżniona nagrodą Jon Music, przyznawaną przez producentów muzycznych. Rok później za piosenkę „Ajër” zdobyła czwarte miejsce w 47. Festivali i Këngës, albańskim festiwalu będącym krajowymi eliminacjami do Konkursu Piosenki Eurowizji.
W 2009 roku wzięła udział w rumuńskich eliminacjach eurowizyjnych z utworem „Nothing’s Gonna Change”, z którym zajęła ostatecznie przedostatnie, jedenaste miejsce w drugim półfinale, przez co nie zakwalifikowała się do finału. W 2010 roku wystartowała w krajowych eliminacjach z utworem „E bukura dhe bisha”, z którym zajęła dziewiąte miejsce w finale. Pod koniec roku zrealizowała teledysk do wyróżnionej w siódmej edycji Top Fest piosenki „Kaloresi i natës”. W 2011 klip otrzymał nagrodę na festiwalu Video Festi Muzikor dla najlepszego wideoklipu zrealizowanego w Albanii.
W 2011 roku wzięła udział w festiwalu Kënga Magjike z piosenką „Ti boten ma ndryshove”, z którą zajęła trzecie miejsce i wygrała nagrodę krytyków. Inny utwór, „Fishekzjarre”, zdobył nagrodę Albańskiego Radia dla najpopularniejszej piosenki emitowanej przez tę stację. W tym samym roku ukazał się kolejny album Besy zatytułowany Evolution, który zawierał 14 utworów, w tym część znanych już wcześniej z dokonań artystycznych piosenkarki.
23 sierpnia 2013 artystka wystąpiła jako jedna z gwiazd koncertu Top of the Top na Sopot Top of the Top Festival 2013, gdzie reprezentowała Albanię, rywalizując o nagrodę Bursztynowego Słowika. W tym samym roku wygrała XV Kënga Magjike z piosenką „Tatuazh në zemër”.
W 2023 została ogłoszona jedną z uczestniczek Festivali i Këngës 62 z piosenką „Titan”. 23 grudnia 2023 wygrała finał głosowaniem publiczności, dzięki czemu otrzymała prawo do reprezentowania Albanii w 68. Konkursie Piosenki Eurowizji w Malmö. 9 maja wystąpiła w drugim półfinale, jednak nie zakwalifikowała się do finału.

## Dyskografia

### Albumy studyjne
- Besa (2006)
- Evolution (2011)
- Ti Je Festa Ime (2014)